# Kriegeria maculipennis
Kriegeria maculipennis är en stekelart som först beskrevs av Tosquinet 1903.  Kriegeria maculipennis ingår i släktet Kriegeria och familjen brokparasitsteklar. Inga underarter finns listade i Catalogue of Life.